# Паттерсон, Элизабет
Мэри Элизабет Паттерсон (англ. Mary Elizabeth Patterson, 22 ноября 1874 — 31 января 1966) — американская актриса.
Родилась в Теннесси в семье судьи округа Хардин, в прошлом солдата Конфедерации. Будучи студенткой колледжа, Паттерсон увлеклась театром и стала принимать участие в студенческих постановках. В надежде препятствовать желанию дочери стать актрисой, родители отправили её для дальнейшего обучения в Европу, но интересе к театру Паттерсон только укрепился после посещения Комеди Франсэз. После возвращения в штаты она использовала доставшееся её небольшое наследство, чтобы перебраться в Чикаго, где присоединилась к одной из городских театральных трупп, вместе с которой начала гастрольные выступления. В 1913 году Паттерсон дебютировала на Бродвее, положив начало своей успешной театральной карьере в Нью-Йорке, продолжавшейся до середины 1950-х годов.
В 1926 году стартовала карьера Элизабет Паттерсон в кино. За последующие несколько десятилетий актриса сыграла более ста второстепенных ролей в таких кинокартинах как «Люби меня сегодня» (1932), «Обед в восемь» (1933), «Провинциалка» (1936), «Кот и канарейка» (1939), «Майкл Шейн, частный детектив» (1940), «Табачная дорога» (1941), «Я женился на ведьме» (1942), «Скандальная мисс Пилгрим» (1947), «Маленькие женщины» (1949) и «Приятель Джои» (1957). С начала 1950-х Паттерсон стала гостем ряда телевизионных проектов, где наибольшую известной ей принесла роль в ситкоме «Я люблю Люси», в котором она играла с 1952 по 1956 год.
Элизабет Паттерсон никогда не была замужем, и большую часть своей жизни в Голливуде провела в отеле «Hollywood Roosevelt». Актриса скончалась от пневмонии в возрасте 91 года в Лос-Анджелесе и была похоронена в родном городе Саванна в Теннесси.